# ویلیام جی. هریس
ویلیام جی. هریس (به انگلیسی: William J. Harris) سناتور سابق عضو حزب دموکرات ایالات متحده آمریکا بود. وی در سال ۱۹۱۹ تا ۱۹۳۲ میلادی سناتور ایالت جورجیا در سنای ایالات متحده آمریکا بود.